# Emilio Huidobro
Emilio Huidobro Corrales (Villaescusa del Butrón (Burgos), 9 de agosto de 1917 -  monte Tramalón, Ruiloba (Santander)  15 de enero de 1937) fue un   colaborador del sacerdote y maestro católico Valentín Palencia junto con el cual fue   martirizado durante la Guerra Civil Española.
Fue beatificado por el papa Francisco el 23 de abril de 2016.

## Biografía

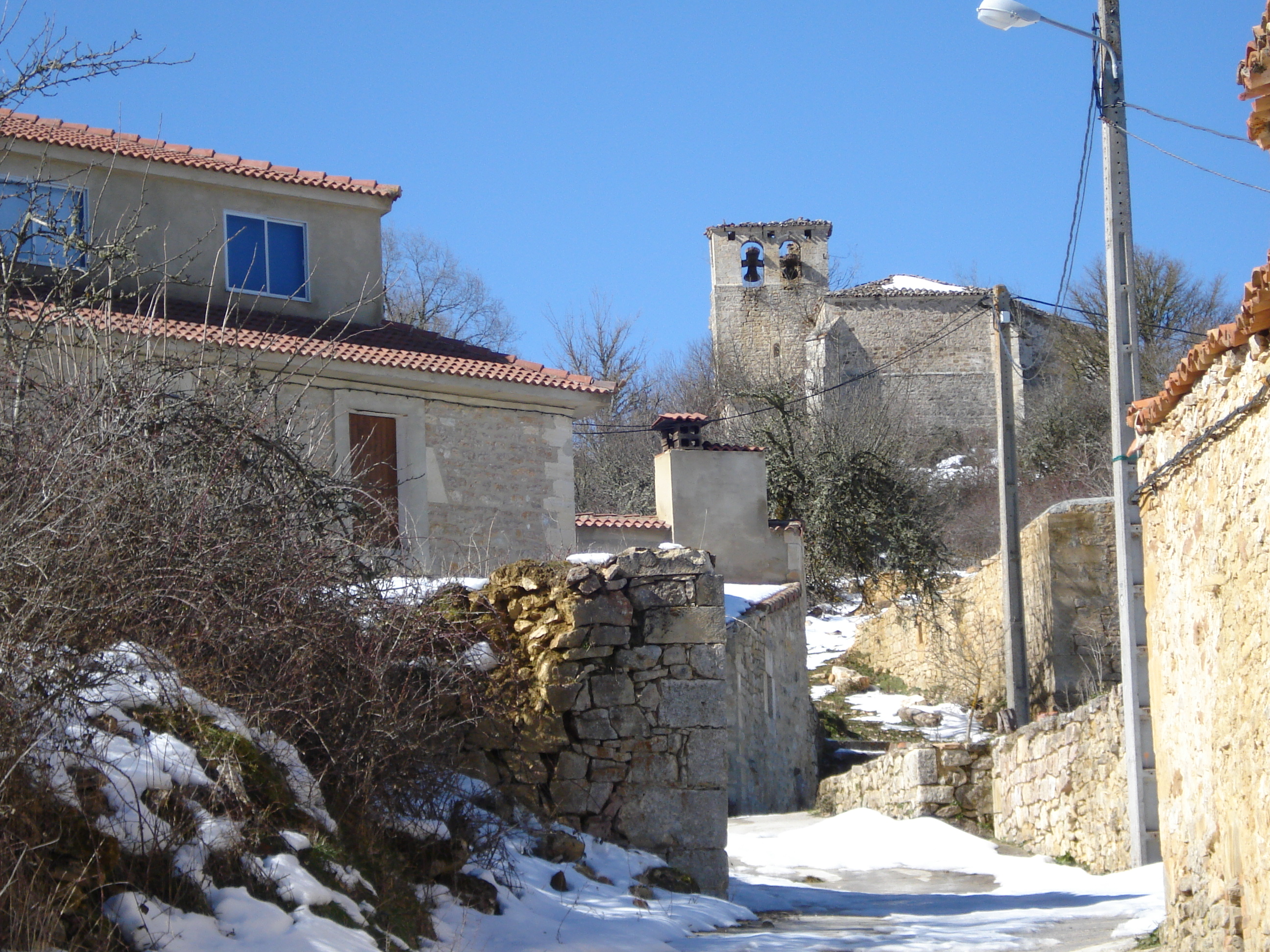
Iglesia de San Torcuato donde fue bautizado el beato

Huérfano de padre y madre fue llevado al Patronato de San José junto con otro hermano por su abuelo materno. Los motivos no fueron otros que el mal trato recibido por su padrastro con el que su madre viuda contrajo matrimonio. Al fallecer esta la situación era difícil.
Educado en el Patronato llegó a  dar lecciones de geometría.

"...  “Una persona de gran humanidad, física y moral. Muy alegre. Pacificador: cualquier discusión la apaciguaba. Era muy respetado. Hacía las suplencias en la dirección de la música. Era muy religioso. La verdad es que, todos íbamos a Misa, y ellos eran los principales ayudadores en la convivencia”..."
Testimonio de uno de sus alumnos. 

.
Llamado a declarar a la  Casa del Pueblo de Suances pudo evitar su detención pero optó por compartir el destino de Valentín Palencia.

## Beatificación
El primero de octubre de 2015 el papa Francisco promulgaba el decreto por el que declaraba al siervo de Dios Valentín Palencia  y a cuatro de sus compañeros como mártires.
El 23 de abril de 2016   fue beatificado en la catedral de Burgos junto con el sacerdote  Valentín Palencia y otros tres jóvenes que dieron la vida por confesar su fe:  Donato Rodríguez, Germán García García y Zacarías Cuesta. El acto fue presidido por el prefecto de la Congregación para las Causas de los Santos de la Santa Sede, el cardenal Angelo Amato, quien acude a Burgos en representación del papa Francisco.